# Givaldo Oliveira
Givaldo Oliveira, född 17 september 1984, är en brasiliansk före detta fotbollsspelare (anfallare).

## Karriär
I juli 2007 värvades Givaldo till Kalmar FF från Clube de Regatas Brasil. I Kalmar gick han under namnet Givaldo, eftersom en annan av brassarna, Thiago Oliveira, kallades för Oliveira. Han spelade fyra matcher i Allsvenskan 2007.